# NGC 2500
NGC 2500 är en stavgalax i stjärnbilden Lodjuret. Den upptäcktes år 1788 av William Herschel. 